# Nat King Cole
Nat "King" Cole (17. marts 1919 – 15. februar 1965), født Nathaniel Adams Coles i Montgomery, Alabama, USA var en fremtrædende sanger og jazz musiker. Han døde af lungekræft på St. John's Hospital i Santa Monica i Californien.
Skuespilleren Cole Sprouse er opkaldt efter ham.
Cole er ubestrideligt en af underholdningshistoriens største og mest populære sangere og entertainere, og hans karriere som popsanger strakte sig fra 1950, og indtil han døde af lungecancer i 1965. Han indspillede en lang række hits og trak et stort publikum til sine koncerter og shows.
Men sideløbende havde Nat King Cole sin oprindelige og nok så betydelige karriere som jazzmusiker, der blev indledt tidligt i hans liv. Han voksede op i Chicago, et af jazzverdenens centre i 1920'rne og '30'rne, og blev kraftigt inspireret af en af tidens største unge pianister, Earl Hines.
Cole fik sin pladedebut på Decca i 1936 som medlem af sin bror, bassisten Eddie Cole's Solid Swingers. Året efter arbejdede han sig vestpå til Los Angeles, hvor han fik et længere engagement med egen gruppe, der indeholdt guitaristen Oscar Moore og bassisten Wesley Prince – på den tid en meget usædvanlig besætning -, og denne trio havde dermed påbegyndt en lang og trang vej til berømmelse.
Trioen fik hurtigt en hel del succes i Los Angeles og New York dels på grund af sine mange showprægede numre med triosang og dels på grund af de mange standardmelodier sunget af Cole alene. Han betragtede sig i starten først og fremmest som jazzpianist – og slet ikke som sanger, og han påtog sig nølende sin rolle som sangsolist for at give trioen et mere varieret og populært repertoire.
Da trioen (nu med Johnny Miller på bas) tegnede sin betydningsfulde kontrakt med pladeselskabet Capitol i november 1943, var Coles fløjlsbløde stemme allerede blevet dens hovedattraktion. Men han fortsatte med at inkludere instrumentalnumre i trioens fremtræden både live og på plade helt frem til 1950.
Som pianist havde Nat Cole en veludviklet både original og personlig spillestil. Hans kraftige anslag medvirkede til at give spillet en smuk klarhed, uden at det gik ud over den dynamiske spændvidde, som han forstod at udnytte til det yderste.
Nat King Coles Trio blev et af jazzhistoriens betydeligste små ensembler, og dets piano/guitar/bas-format fik mange efterfølgere som for eksempel Art Tatums Trio, Oscar Petersons Trio – og her i de seneste år Diana Kralls Trio.

## Diskografi

### Albums
- Nat King Cole (album)
- The Complete Capitol Recordings Of The Nat King Cole Trio